# Archanes (Weinbaugebiet)
Archanes (griechisch Αρχάνες) ist eine Weinbauregion auf Kreta, die in der höchsten griechischen Appellation O.P.A.P. (Onomasia proléfseos anoteras piótitos Ονομασία προελευσέως ανωτέρας ποιότητος) eingestuft ist. Die rote Banderole der Appellation dürfen ausschließlich trocken ausgebaute Rotweine tragen, die aus den Reben Kotsifali und Mandilaria gekeltert werden.

## Lage

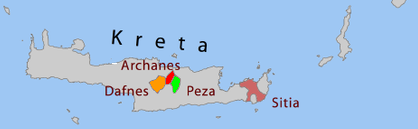
Lage der Appellation (rot) auf Kreta

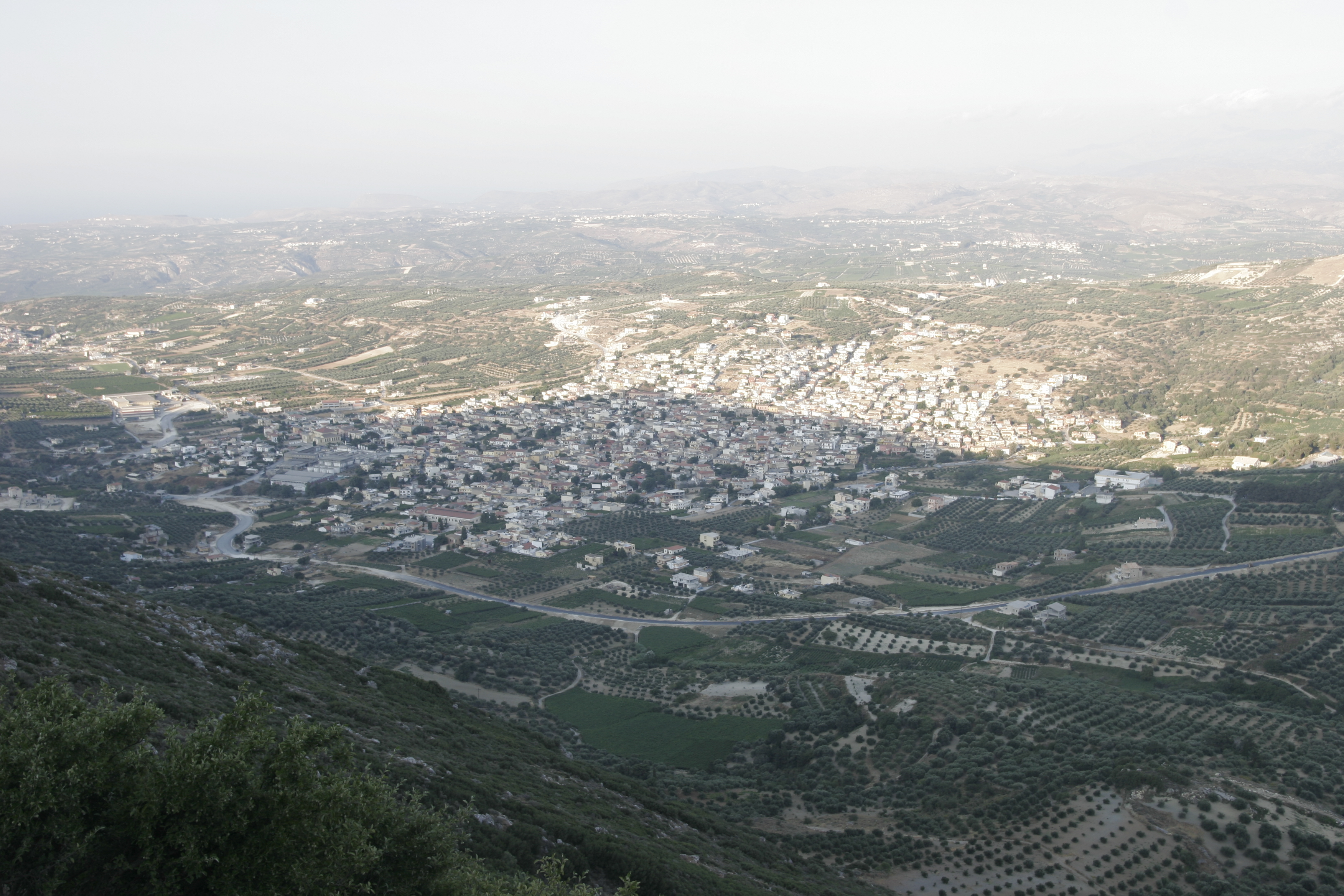
Olivenhaine und Rieden am Nordabfall des Gioutas

Das nur etwa 500 Hektar umfassende Appellationsgebiet verteilt sich auf sieben Dörfer. Es liegt im nördlichen Mittelkreta, etwa 15 Kilometer südlich von Iraklio. Die Rieden liegen auf zur Ägäis offenen Nordhängen auf Höhen zwischen 170 und 700 Metern, mehrheitlich in den niedrigeren Höhenstufen. Nach Süden hin wird das Gebiet durch einige Höhenzüge, insbesondere durch den etwa 800 Meter hohen Giouchtas von den heißen Südwinden abgeschirmt. Neben Weinbau ist für die Region die Produktion von Oliven und Olivenöl bedeutend.

## Böden und Klima
Es herrschen steinige, karge, Ton-Kalkböden vor. Niederschläge fallen fast ausschließlich in den späten Herbstmonaten, im Winter und im frühen Frühling. Extrem hohe Sommertemperaturen über 35 °C sind selten, da relativ kühle, auflandige Brisen während der heißesten Tagesstunden zu den Hängen streichen.

## Reben und Wein
In der Appellation sind nur die Kotsifali und die Mandilaria zugelassen. Etwa 90 Prozent der Gesamtrebfläche ist mit diesen Reben bestockt. Daneben werden noch eine Vielzahl anderer roter und auch weißer Reben gezogen, deren Weine jedoch ausschließlich als Hausweine getrunken oder als Schoppenweine vermarktet werden. Mit Mitte August beginnt die Ernte der beiden Hauptsorten sehr früh.
Die Regeln der O.P.A.P. limitieren die Hektarerträge auf 70 Hektoliter und sehen eine gemeinsame Kelterung der beiden Rebsorten vor. Die Cuvées müssen mindestens 70 Prozent Kotsifali enthalten. Rebsortenreine Weine aus der Kotsifali sind nicht zugelassen. Wenn die beiden Reben gemeinsam gelesen und gekeltert werden, hat die Kotsifali ihren Reifehöhepunkt erreicht oder bereits überschritten, während die Mandilaria noch vor der Vollreife steht. Ihre Aufgaben im Maischeverschnitt liegen im Einbringen ihrer immensen Färbekraft, in der Reduzierung der hohen Alkoholwerte und im Verstärken der Tannine und der Säure. Üblicherweise gärt die Kotsifalimaische bereits mehrere Tage bevor ihr Mandilariamaische beigegeben wird.
Leider werden viele Regeln der O.P.A.P. nicht eingehalten oder zumindest sehr großzügig interpretiert, sodass bislang keine besonders beachtenswerten Produkte aus dieser O.P.A.P. auf den Markt kamen. Meist werden die beiden Reben auf Grund ihrer nicht ganz synchronen Reifezeit getrennt vinifiziert, die Hektarbeschränkungen werden kaum beachtet, zudem sind viele Rieden zwar mit den ertragreichsten, jedoch nicht mit den besten der vielen Varietäten der beiden Hauptsorten bestockt. In vielen Rieden wird auch durch künstliche Bewässerung versucht, die Erträge zu steigern. Erst in letzter Zeit unternehmen einige Kellereien, insbesondere die griechische Großkellerei Boutari Anstrengungen, besonders durch rigorose Ertragsbeschränkung und Neubestockung mit qualitativ besseren Varietäten das Niveau zu heben.
Gelungene Weine sind alkoholstark, säurearm, tiefdunkel, fruchtig und weisen einen moderaten Tanninkörper auf. Sie altern relativ gut.